# Bijaepasu
Bijaepasu is een bestuurslaag in het regentschap Timor Tengah Utara van de provincie Oost-Nusa Tenggara, Indonesië. Bijaepasu telt 1220 inwoners (volkstelling 2010).